# Svinninge Kommune
Svinninge Kommune i Vestsjællands Amt blev dannet ved kommunalreformen i 1970. Ved strukturreformen i 2007 blev den indlemmet i Holbæk Kommune sammen med Jernløse Kommune, Tornved Kommune og Tølløse Kommune.

## Tidligere kommuner
Svinninge Kommune blev dannet inden kommunalreformen ved frivillig sammenlægning af 3 sognekommuner:
| Kommune           | Folketal september 1965 | Byer      |
| ----------------- | ----------------------- | --------- |
| Gislinge          | 1.003                   | Gislinge  |
| Hjembæk-Svinninge | 2.961                   | Svinninge |
| Kundby            | 1.712                   | Kundby    |
| I alt             | 5.676                   |           |

## Sogne
Svinninge Kommune bestod af følgende sogne, alle fra Tuse Herred:
- Gislinge Sogn
- Hjembæk Sogn
- Kundby Sogn
- Svinninge Sogn

## Borgmestre[2]
| Navn                     | Parti                       | Periode   |
| ------------------------ | --------------------------- | --------- |
| Herman Jensen            | Radikale Venstre            | 1970-1974 |
| Peter Møller Christensen | Radikale Venstre            | 1974-1990 |
| Arne Munksgaard          | Det Konservative Folkeparti | 1990-1991 |
| Erik Aagaard             | Radikale Venstre            | 1991-1994 |
| Søren Christensen        | Venstre                     | 1994-2006 |

## Rådhus
Svinninge Kommunes rådhus på Kalundborgvej 15 blev solgt til friboligprojektet Kildehaven, som ville opføre 22 boliger for multihandicappede.